# Laguna Tebenquiche
La laguna de Tebenquiche es un lago salado ubicado a 9 km de San Pedro de Atacama, en el norte del salar de Atacama, Región de Antofagasta.
La laguna comprende un área aproximada de 1300 hectáreas y es con ello uno de las mayores lagunas salobres del salar. Es alimentada por afloramientos permanentes que permiten una biodiversidad en extremas condiciones climáticas. Entre ellos se debe incluir ecosistemas microbianos extremófilos como biofilms, tapetes, fitomicrobialitos y evaporitas que soportan condiciones de alcalinidad, salinidad y radiación ultravioleta extremas. Su estudio permite observar las condiciones que existían en la naturaleza primitiva y contiene información valiosa para entender procesos ocurridos en escala geológica.

## Ubicación y descripción
En el mapa de las FF. AA. de los Estados Unidos de América aparece con el nombre Tebinquiche.